# 哈马·哈马米
哈马·哈马米（1952年1月8日—）是一名突尼斯共产主义政治家，争取实现革命目标人民阵线的发言人和工人党的总书记，工人党出版的刊物《替代》的前编辑。
他曾参加2014年突尼斯总统选举，排名第三。

## 家庭
他的妻子是著名人权律师Radhia Nasraoui，他们有3个女儿：Nadia、Oussaïma和Sarah。